# Eugenio Corini
Eugenio Corini (Bagnolo Mella, 30 luglio 1970) è un allenatore di calcio ed ex calciatore italiano, di ruolo centrocampista.
Nella sua ultraventennale carriera da giocatore ha vestito le maglie di Brescia, Juventus, Sampdoria, Napoli, Piacenza, Verona, Chievo, Palermo e Torino, totalizzando 650 presenze tra i professionisti. Con Napoli, Chievo e Palermo ha giocato anche in Coppa UEFA, mentre con la Juve ha disputato un'edizione della Coppa delle Coppe.
Con la nazionale italiana Under-21 ha disputato 29 partite, vincendo da capitano il campionato europeo di categoria del 1992. Conta anche 7 presenze nella nazionale olimpica. Pur ricevendo quattro convocazioni, non ha mai giocato nella nazionale maggiore. Da allenatore ha guidato il Chievo alla permanenza in Serie A per due stagioni e ha vinto il campionato di Serie B alla guida del Brescia.

## Biografia
È stato sposato con Caterina, che gli ha dato due figli: Alessandra e Filippo. Dopo la separazione dalla prima moglie si è risposato con l'attuale moglie conosciuta a Palermo, Aurelia, dalla quale ha avuto due figlie, Sofia e Carlotta.
Da giocatore era soprannominato il Genio, in assonanza con il suo nome.
Ha collaborato con SKY Sport in qualità di commentatore tecnico nella stagione in cui è stato inattivo (2009-2010). All'inizio della stagione 2012-2013 ha svolto il ruolo di commentatore sportivo seguendo la Sampdoria.

## Caratteristiche tecniche

### Giocatore
Centrocampista centrale dal repertorio completo, era un ottimo costruttore di gioco, abile nel distribuire i palloni nonché prolifico realizzatore su tiri di punizione e dal dischetto. Era efficace anche nelle fasi di interdizione e di incursione a rete.

### Allenatore
Da allenatore predilige come modulo tattico il 4-3-3, anche se negli incontri con squadre di caratura superiore utilizza il modulo 5-3-2.

## Carriera

### Giocatore

#### Club

##### Fionda e Voluntas
Inizia a giocare nella squadra dell'oratorio della Fionda Bagnolo. A sette anni, la squadra era iscritta al Campionato Pulcini ma Corini non poteva giocare in quanto gli mancava un anno all'età minima, prendendo parte quindi solo alle amichevoli. Il suo primo allenatore è stato Giuseppe Catina.
Passa poi alla Voluntas, voluto dall'allenatore Roberto Clerici che lo nota in un'amichevole fra le due squadre. Nel 1981 la Voluntas gioca il Torneo di Göteborg; per regolamento, potevano giocare i nati dopo il 1º agosto 1970, ed a Corini, nato il 30 luglio, viene negato di disputare la finale nonostante fosse stato schierato in tutte le partite precedenti e premiato come miglior giocatore del torneo. Impressionò anche l'ex giocatore Gunnar Gren, e su di lui venne scritto un articolo su un giornale svedese.

##### Dal Brescia al Chievo

Corini in azione al Brescia nella stagione 1989-1990

Nel 1984 passa nelle giovanili del Brescia insieme ad altri ragazzi della Voluntas; le due società erano in collaborazione. All'inizio dell'esperienza con le rondinelle ha dei problemi di ambientamento. Gioca la sua prima stagione da professionista nel 1987-1988 in Serie B, collezionando 14 presenze; l'anno seguente gioca 29 partite mentre nel 1989-1990 segna 9 reti su 34 partite giocate e a fine anno si trasferisce alla Juventus che lo acquista per 5 miliardi di lire. Esordisce in Serie A il 21 ottobre 1990 in Juventus-Lazio (0-0); quell'anno gioca 25 partite segnando una rete, la prima in Serie A, il 30 marzo 1991 in Juventus-Bari 3-1. L'anno dopo gioca 22 incontri segnando una rete.
Nel 1992-1993 si trasferisce alla Sampdoria dove in 24 partite segna 4 reti; l'anno seguente passa in prestito al Napoli: gioca 14 partite nella sua prima stagione, mentre nel campionato 1994-1995 disputa 3 partite in maglia azzurra prima di essere escluso dalla rosa per motivi disciplinari. Nel mercato autunnale si trasferisce nuovamente al Brescia che nel frattempo è risalito in Serie A, giocandovi 24 partite segnando 2 reti. Il ritorno alle origini dura poco, poiché nel 1995-1996 la Sampdoria lo presta al Piacenza, dove gioca 32 partite segnando una rete.
Nel 1996-1997 cambia nuovamente maglia andando a giocare per il Verona, giocando solo 9 partite (segnando una rete) a causa della rottura del legamento crociato anteriore del ginocchio destro, restando fermo per cinque mesi e mezzo. A fine anno il Verona retrocede in Serie B, e nel 1997-1998 colleziona 35 presenze e 3 reti; l'anno seguente invece gioca solo 2 partite con la maglia del Verona, prima di trasferirsi all'altra squadra della città, il Chievo. 

Corini in azione alla Juventus nella stagione 1990-1991

Nella squadra della Diga giocherà 7 partite nella prima stagione (complice una nuova rottura del legamento del ginocchio destro, sei mesi di stop), nel 1999-2000 gioca 31 partite segnando 6 reti, nel 2000-2001 gioca 36 partite e segna 7 reti, contribuendo in maniera importante alla promozione in Serie A della squadra, e nel 2001-2002 in 30 partite mette a segno 9 reti, risultando il miglior regista del campionato. L'anno seguente segna 5 volte sempre su 30 partite giocate e a fine anno lascia il Chievo, dopo cinque stagioni; è uno degli autori principali (insieme a Perrotta, Marazzina, Manfredini, Luciano, Lanna, Corradi e tanti altri) del cosiddetto Miracolo Chievo.

##### Palermo
Nella stagione 2003-2004 è approdato al Palermo, in Serie B, in cambio dei prestiti al Chievo di Mario Santana e Stefano Morrone più un conguaglio economico. Realizza 12 reti in 40 partite giocate. Successivamente diventa il capitano dei rosanero, ottenendo una promozione che mancava ai siciliani da trentun'anni.
Nella stagione 2004-2005 – nella quale è uno dei migliori giocatori dei rosanero – gioca 35 partite conquistando la prima qualificazione in Coppa UEFA della storia del Palermo; l'anno seguente ottiene 27 presenze, segnando 3 reti, mentre nell'ultima stagione in rosanero segna 10 reti (capocannoniere delle squadra) in 27 partite.
Dopo la morte di Papa Giovanni Paolo II, fu uno dei pochi giocatori a dichiararsi contrari alla sospensione del campionato – per una settimana – decisa dal CONI, affermando che «scendendo in campo si sarebbe potuto lanciare un messaggio importante per commemorare il Pontefice.»
L'8 giugno 2007 annuncia in una conferenza stampa la decisione di lasciare il Palermo per incomprensioni con la società, terminando quindi l'esperienza con la squadra siciliana, della quale era capitano. Per tutta risposta, l'11 giugno 2007 alcuni tifosi del Palermo organizzano una manifestazione davanti allo stadio Renzo Barbera in favore di Corini.
Negli anni della militanza in rosanero, è stato uno dei giocatori più importanti del Palermo. Il tecnico Francesco Guidolin, che lo ha allenato nel capoluogo siciliano, lo ha definito «un giocatore eccellente, uomo guida. [...] Si capiva che aveva le doti per essere leader, al Palermo lo era anche se avevamo altri grandi giocatori.».

##### Torino
Dopo aver rifiutato il rinnovo del contratto con il Palermo anche a causa di divergenze con la società, gioca la stagione 2007-2008 con la maglia del Torino, colleziona 32 presenze e una rete. Il 7 giugno 2008 rinnova il contratto per un'altra stagione, che lui ha dichiarato essere l'ultima. Anche a causa di una tendinite, in questa ultima stagione colleziona soltanto 12 presenze, chiudendo male la carriera data la retrocessione dei granata in Serie B. La sua ultima apparizione è stata la trasferta di Palermo (vittoria per 1-0 dei rosanero) il 5 aprile 2009.

#### Nazionale
Nel 1988 esordisce nella nazionale italiana Under-21, con cui colleziona 29 presenze fino al 1992, anno in cui vince il campionato europeo di categoria. Disputa anche 7 partite con la nazionale olimpica, di cui 4 ai Giochi olimpici del 1992 e 3 ai Giochi del Mediterraneo del 1993 (la squadra arrivò al quarto posto).
Durante la sua militanza nella Sampdoria viene convocato per tre volte nella nazionale maggiore guidata da Arrigo Sacchi, senza debuttare. Nel 2002, giocando nel Chievo, riceve un'ultima convocazione da Giovanni Trapattoni, ma anche in questa occasione non scende in campo.

### Allenatore

#### Portogruaro, Crotone e Frosinone
Nella stagione agonistica 2009-2010 studia per divenire allenatore professionista e il 5 luglio 2010 viene ufficializzato il suo nuovo incarico alla guida del Portogruaro, squadra neopromossa in Serie B; l'intesa tra le parti giunge dopo pochi giorni di trattativa, ma, come da accordi, non appena Salvatore Giunta (suo ex compagno di squadra al Brescia e al Verona) consegue il patentino di Prima Categoria, Corini va a rivestirne il ruolo di vice.
Pochi giorni dopo si dimette dal suddetto incarico per divergenze con la società circa il calciomercato in entrata, venendo sostituito con Fabio Viviani.
Il 27 novembre 2010 viene nominato allenatore del Crotone, in Serie B, subentrando all'esonerato Leonardo Menichini e firmando un contratto fino al termine della stagione 2010-2011, con opzione per quella successiva; Salvatore Giunta resta il suo vice. Esordisce sulla panchina crotonese il 4 dicembre nella trasferta della 18ª giornata in casa della capolista Novara, incappando in una sconfitta per 3-0. Il 20 febbraio 2011 viene esonerato dalla società calabrese dopo la sconfitta per 2-0 a Modena contro il Sassuolo, per fare posto al ritorno di Menichini. Il suo ruolino di marcia è stato di una vittoria, cinque pareggi e cinque sconfitte, per un totale di 8 punti ottenuti in 11 partite.
Il 30 novembre 2011 viene nominato allenatore del Frosinone, subentrando al dimissionario Carlo Sabatini. Il 4 dicembre guida per la prima volta la squadra perdendo per 1-0 sul campo del Portogruaro, la prima società di cui è stato allenatore. Dopo aver concluso il campionato di Lega Pro Prima Divisione all'ottavo posto, il 7 giugno 2012 risolve consensualmente il contratto con la società laziale.

#### Chievo
Il 2 ottobre 2012 diventa l'allenatore del Chievo subentrando all'esonerato Domenico Di Carlo. Torna così a Verona dopo il quinquennio (1998-2003) da giocatore, firmando un contratto fino a fine stagione con opzione per l'annata successiva. Debutta sulla panchina dei clivensi quattro giorni dopo, ottenendo una vittoria casalinga per 2-1 contro la Sampdoria. Dopo aver portato la squadra scaligera all'obiettivo salvezza totalizzando 42 punti in 32 partite, il 29 maggio 2013 decide insieme alla società di non esercitare l'opzione per il rinnovo del contratto, lasciando così la panchina della società clivense.
Il 12 novembre 2013 torna a ricoprire il ruolo di allenatore dei clivensi in seguito all'esonero di Giuseppe Sannino; con la società firma un contratto biennale con scadenza nel 2015. Ottiene la salvezza con un turno d'anticipo, battendo il Cagliari in trasferta per 1-0. Ha ottenuto 30 punti in 26 partite.
Il 22 giugno, prolunga il suo contratto per altri 3 anni fino al 30 giugno 2017, ma il 19 ottobre 2014, a seguito della sconfitta all'Olimpico contro la Roma per 3-0 ed avendo collezionato con quest'ultima la quinta sconfitta in sette giornate, viene sollevato dall'incarico dalla società clivense. Gli subentra Rolando Maran.

#### Palermo
Il 30 novembre 2016 viene ingaggiato come nuovo allenatore del Palermo, in sostituzione dell'esonerato Roberto De Zerbi. Il debutto sulla panchina rosanero avviene il 4 dicembre seguente, nella trasferta persa per 2-1 contro la Fiorentina. Il 18 dicembre ottiene la prima vittoria sulla panchina rosanero, vincendo in trasferta per 3-4 contro il Genoa. Il 24 gennaio 2017 si dimette.

#### Novara
Il 13 giugno 2017 firma un contratto di un anno con opzione per il secondo con il Novara, prendendo il posto di Roberto Boscaglia, tornato al Brescia. Scende dunque in Serie B, con l'obiettivo di portare i piemontesi alla zona play-off per la promozione in Serie A, impresa fallita dal suo predecessore. Il suo ingaggio viene ufficializzato il giorno successivo. Il 4 febbraio 2018, dopo la sconfitta per 2-1 in casa contro l'Ascoli, viene esonerato assieme a tutto il suo staff e sostituito da Domenico Di Carlo, allenatore cui a sua volta Corini era subentrato ai tempi del Chievo.

#### Brescia
Il 18 settembre 2018 firma un contratto di un anno con opzione per il secondo con il Brescia, prendendo il posto dell'esonerato David Suazo.
Il 16 dicembre, grazie al successo per 2-1 contro il Lecce, ottiene la sesta vittoria casalinga consecutiva. A febbraio raggiunge un momentaneo primo posto in Serie B che al Brescia mancava da anni, scavalcando il Palermo dopo la netta vittoria nello scontro diretto contro il Pescara, terzo in classifica, per 1-5. Il 1º maggio, con la vittoria interna per 1-0 contro l'Ascoli, il Brescia guadagna l'aritmetica promozione in Serie A; tre giorni più tardi, pareggiando in casa della Cremonese, ottiene anche la certezza del primo posto finale.
Nella stagione successiva, in Serie A, viene esonerato il 3 novembre 2019 dopo aver raccolto 7 punti in 10 giornate. Dopo il breve intermezzo di Fabio Grosso, durato appena 3 partite con altrettante sconfitte, il 2 dicembre 2019 torna sulla panchina del club lombardo. Arrivano subito due vittorie consecutive contro le dirette concorrenti SPAL (0-1) e Lecce (3-0). Dopo un altro periodo negativo, il 5 febbraio 2020 viene nuovamente esonerato, nonostante tre giorni prima il club avesse smentito voci sul cambio di guida tecnica.

#### Lecce
Il 22 agosto 2020 si lega al Lecce con un contratto triennale. Dopo il girone d'andata chiuso al settimo posto con un rendimento discontinuo, nel girone di ritorno, tra marzo e aprile, la compagine salentina ottiene sei vittorie consecutive in serie cadetta, impresa senza precedenti nella storia del club, e raggiunge i vertici della classifica. In seguito la squadra subisce un calo, perdendo quattro delle ultime sei partite e scivolando dal secondo al quarto posto; ai play-off la squadra pugliese viene eliminata in semifinale dal Venezia (1-0 a Venezia e 1-1 a Lecce) e due giorni dopo l'ultima partita, il 22 maggio 2021, Corini viene esonerato.

#### Ritorni a Brescia e Palermo
Il 23 marzo 2022 torna alla guida del Brescia, posizionata al quinto posto della classifica di Serie B, sostituendo l'esonerato Filippo Inzaghi. Conduce le rondinelle al quinto posto nella stagione regolare e ai play-off, dopo aver avuto la meglio sul Perugia al primo turno (3-2 dopo i supplementari), perde la doppia sfida con il Monza in semifinale. Il 14 giugno 2022 il club comunica la risoluzione consensuale del contratto con l'allenatore.
Il 7 agosto 2022 viene ingaggiato dal Palermo, in Serie B, firmando un contratto biennale e tornando così ad allenare i rosanero dopo cinque anni. In campionato si piazza al nono posto con 49 punti, gli stessi del Venezia, che però si qualifica per i play-off a scapito dei siciliani in virtù degli scontri diretti a favore. Confermato anche per la stagione successiva, viene esonerato il 3 aprile 2024 con i rosanero al sesto posto lasciando così il suo posto a Michele Mignani.

#### Cremonese
Il 9 ottobre 2024 viene ingaggiato fino al 30 giugno 2025 dalla Cremonese, in quel momento settima in Serie B, in sostituzione dell'esonerato Giovanni Stroppa. Il 20 ottobre al debutto vince contro la Juve Stabia (1-2). Tuttavia già l'11 novembre viene esonerato con la squadra quinta, venendo sostituito a sua volta da Giovanni Stroppa, richiamato dal club lombardo. In cinque partite Corini ha messo insieme sette punti frutto di due vittorie, un pareggio e due sconfitte.

## Statistiche

### Presenze e reti nei club
| Stagione        | Squadra         | Campionato      | Campionato | Campionato | Coppe nazionali | Coppe nazionali | Coppe nazionali | Coppe continentali | Coppe continentali | Coppe continentali | Altre coppe | Altre coppe | Altre coppe | Totale | Totale |
| Stagione        | Squadra         | Comp            | Pres       | Reti       | Comp            | Pres            | Reti            | Comp               | Pres               | Reti               | Comp        | Pres        | Reti        | Pres   | Reti   |
| --------------- | --------------- | --------------- | ---------- | ---------- | --------------- | --------------- | --------------- | ------------------ | ------------------ | ------------------ | ----------- | ----------- | ----------- | ------ | ------ |
| 1987-1988       | Brescia         | B               | 14         | 0          | CI              | 0               | 0               | -                  | -                  | -                  | -           | -           | -           | 14     | 0      |
| 1988-1989       | Brescia         | B               | 29+1       | 0          | CI              | 7               | 1               | -                  | -                  | -                  | -           | -           | -           | 37     | 1      |
| 1989-1990       | Brescia         | B               | 34         | 9          | CI              | 1               | 0               | -                  | -                  | -                  | -           | -           | -           | 35     | 9      |
| 1990-1991       | Juventus        | A               | 25         | 1          | CI              | 5               | 0               | CdC                | 5                  | 1                  | -           | -           | -           | 35     | 2      |
| 1991-1992       | Juventus        | A               | 22         | 1          | CI              | 7               | 1               | -                  | -                  | -                  | -           | -           | -           | 29     | 2      |
| Totale Juventus | Totale Juventus | Totale Juventus | 47         | 2          |                 | 12              | 1               |                    | 5                  | 1                  |             | -           | -           | 64     | 4      |
| 1992-1993       | Sampdoria       | A               | 24         | 4          | CI              | 2               | 0               | -                  | -                  | -                  | -           | -           | -           | 26     | 4      |
| 1993-1994       | Napoli          | A               | 14         | 0          | CI              | 0               | 0               | -                  | -                  | -                  | -           | -           | -           | 14     | 0      |
| lug.-nov. 1994  | Napoli          | A               | 3          | 0          | CI              | 3               | 0               | CU                 | 2                  | 0                  | -           | -           | -           | 8      | 0      |
| Totale Napoli   | Totale Napoli   | Totale Napoli   | 17         | 0          |                 | 3               | 0               |                    | 2                  | 0                  |             | -           | -           | 22     | 0      |
| nov. 1994-1995  | Brescia         | A               | 24         | 2          | CI              | 0               | 0               | -                  | -                  | -                  | -           | -           | -           | 24     | 2      |
| Totale Brescia  | Totale Brescia  | Totale Brescia  | 101+1      | 11         |                 | 8               | 1               |                    | -                  | -                  |             | -           | -           | 110    | 12     |
| 1995-1996       | Piacenza        | A               | 32         | 1          | CI              | 1               | 0               | -                  | -                  | -                  | -           | -           | -           | 33     | 1      |
| 1996-1997       | Verona          | A               | 9          | 1          | CI              | 3               | 2               | -                  | -                  | -                  | -           | -           | -           | 12     | 3      |
| 1997-1998       | Verona          | B               | 35         | 3          | CI              | 4               | 0               | -                  | -                  | -                  | -           | -           | -           | 39     | 3      |
| lug.-ott. 1998  | Verona          | B               | 2          | 0          | CI              | 3               | 0               | -                  | -                  | -                  | -           | -           | -           | 5      | 0      |
| Totale Verona   | Totale Verona   | Totale Verona   | 46         | 4          |                 | 10              | 2               |                    | -                  | -                  |             | -           | -           | 56     | 6      |
| ott. 1998-1999  | Chievo          | B               | 7          | 0          | CI              | 0               | 0               | -                  | -                  | -                  | -           | -           | -           | 7      | 0      |
| 1999-2000       | Chievo          | B               | 31         | 6          | CI              | 2               | 0               | -                  | -                  | -                  | -           | -           | -           | 33     | 6      |
| 2000-2001       | Chievo          | B               | 36         | 7          | CI              | 3               | 2               | -                  | -                  | -                  | -           | -           | -           | 39     | 9      |
| 2001-2002       | Chievo          | A               | 30         | 9          | CI              | 2               | 2               | -                  | -                  | -                  | -           | -           | -           | 32     | 11     |
| 2002-2003       | Chievo          | A               | 30         | 5          | CI              | 1               | 0               | CU                 | 2                  | 0                  | -           | -           | -           | 33     | 5      |
| Totale Chievo   | Totale Chievo   | Totale Chievo   | 134        | 27         |                 | 8               | 4               |                    | 2                  | 0                  |             | -           | -           | 144    | 31     |
| 2003-2004       | Palermo         | B               | 40         | 12         | CI              | 3               | 0               | -                  | -                  | -                  | -           | -           | -           | 43     | 12     |
| 2004-2005       | Palermo         | A               | 35         | 0          | CI              | 2               | 0               | -                  | -                  | -                  | -           | -           | -           | 37     | 0      |
| 2005-2006       | Palermo         | A               | 27         | 3          | CI              | 4               | 1               | CU                 | 6                  | 1                  | -           | -           | -           | 37     | 5      |
| 2006-2007       | Palermo         | A               | 27         | 10         | CI              | 0               | 0               | CU                 | 2                  | 0                  | -           | -           | -           | 29     | 10     |
| Totale Palermo  | Totale Palermo  | Totale Palermo  | 129        | 25         |                 | 9               | 1               |                    | 8                  | 1                  |             | -           | -           | 146    | 27     |
| 2007-2008       | Torino          | A               | 32         | 1          | CI              | 2               | 0               | -                  | -                  | -                  | -           | -           | -           | 34     | 1      |
| 2008-2009       | Torino          | A               | 12         | 0          | CI              | 3               | 1               | -                  | -                  | -                  | -           | -           | -           | 15     | 1      |
| Totale Torino   | Totale Torino   | Totale Torino   | 44         | 1          |                 | 5               | 1               |                    | -                  | -                  |             | -           | -           | 49     | 2      |
| Totale carriera | Totale carriera | Totale carriera | 574+1      | 75         |                 | 58              | 10              |                    | 17                 | 2                  |             | -           | -           | 650    | 87     |

### Cronologia presenze e reti in nazionale Under-21
| Cronologia completa delle presenze e delle reti in nazionale ― Italia under 21 | Cronologia completa delle presenze e delle reti in nazionale ― Italia under 21 | Cronologia completa delle presenze e delle reti in nazionale ― Italia under 21 | Cronologia completa delle presenze e delle reti in nazionale ― Italia under 21 | Cronologia completa delle presenze e delle reti in nazionale ― Italia under 21 | Cronologia completa delle presenze e delle reti in nazionale ― Italia under 21 | Cronologia completa delle presenze e delle reti in nazionale ― Italia under 21 | Cronologia completa delle presenze e delle reti in nazionale ― Italia under 21 |
| Data                                                                           | Città                                                                          | In casa                                                                        | Risultato                                                                      | Ospiti                                                                         | Competizione                                                                   | Reti                                                                           | Note                                                                           |
| ------------------------------------------------------------------------------ | ------------------------------------------------------------------------------ | ------------------------------------------------------------------------------ | ------------------------------------------------------------------------------ | ------------------------------------------------------------------------------ | ------------------------------------------------------------------------------ | ------------------------------------------------------------------------------ | ------------------------------------------------------------------------------ |
| 21-12-1988                                                                     | Cosenza                                                                        | Italia under 21                                                                | 8 – 0                                                                          | Malta under 21                                                                 | Amichevole                                                                     | -                                                                              | 46’                                                                            |
| 18-1-1989                                                                      | Smirne                                                                         | Turchia under 21                                                               | 2 – 2                                                                          | Italia under 21                                                                | Amichevole                                                                     | -                                                                              | 59’                                                                            |
| 15-2-1989                                                                      | Modena                                                                         | Italia under 21                                                                | 1 – 0                                                                          | Francia under 21                                                               | Amichevole                                                                     | -                                                                              | 60’                                                                            |
| 22-3-1989                                                                      | L'Aquila                                                                       | Italia under 21                                                                | 2 – 2                                                                          | Ungheria under 21                                                              | Amichevole                                                                     | -                                                                              |                                                                                |
| 29-3-1989                                                                      | Alba Iulia                                                                     | Romania under 21                                                               | 2 – 1                                                                          | Italia under 21                                                                | Amichevole                                                                     | -                                                                              | 62’                                                                            |
| 17-5-1989                                                                      | Novara                                                                         | Italia under 21                                                                | 1 – 0                                                                          | Spagna under 21                                                                | Amichevole                                                                     | -                                                                              | 87’                                                                            |
| 20-9-1989                                                                      | Foggia                                                                         | Italia under 21                                                                | 1 – 1                                                                          | Bulgaria under 21                                                              | Amichevole                                                                     | -                                                                              | 59’                                                                            |
| 20-12-1989                                                                     | Valencia                                                                       | Spagna under 21                                                                | 1 – 0                                                                          | Italia under 21                                                                | Amichevole                                                                     | -                                                                              | 68’                                                                            |
| 7-2-1990                                                                       | Reggio Emilia                                                                  | Italia under 21                                                                | 1 – 0                                                                          | Grecia under 21                                                                | Amichevole                                                                     | -                                                                              | 59’                                                                            |
| 26-9-1990                                                                      | Reggio Calabria                                                                | Italia under 21                                                                | 1 – 0                                                                          | Paesi Bassi under 21                                                           | Amichevole                                                                     | -                                                                              | cap. 63’                                                                       |
| 18-10-1990                                                                     | Ferrara                                                                        | Italia under 21                                                                | 1 – 0                                                                          | Ungheria under 21                                                              | Qual. Europeo Under-21 1992                                                    | -                                                                              | cap.                                                                           |
| 5-12-1990                                                                      | Chieti                                                                         | Italia under 21                                                                | 3 – 1                                                                          | Romania under 21                                                               | Amichevole                                                                     | 1                                                                              | cap. 80’                                                                       |
| 19-12-1990                                                                     | Larnaca                                                                        | Cipro under 21                                                                 | 0 – 1                                                                          | Italia under 21                                                                | Amichevole                                                                     | -                                                                              | cap.                                                                           |
| 16-1-1991                                                                      | Atene                                                                          | Grecia under 21                                                                | 1 – 0                                                                          | Italia under 21                                                                | Amichevole                                                                     | -                                                                              | cap.                                                                           |
| 27-2-1991                                                                      | Grosseto                                                                       | Italia under 21                                                                | 0 – 0                                                                          | Polonia under 21                                                               | Amichevole                                                                     | -                                                                              | cap. 68’                                                                       |
| 17-4-1991                                                                      | Andria                                                                         | Italia under 21                                                                | 0 – 0                                                                          | Svezia under 21                                                                | Amichevole                                                                     | -                                                                              | cap.                                                                           |
| 2-5-1991                                                                       | Szombathely                                                                    | Ungheria under 21                                                              | 0 – 1                                                                          | Italia under 21                                                                | Qual. Europeo Under-21 1992                                                    | -                                                                              | cap.                                                                           |
| 5-6-1991                                                                       | Stavanger                                                                      | Norvegia under 21                                                              | 6 – 0                                                                          | Italia under 21                                                                | Qual. Europeo Under-21 1992                                                    | -                                                                              | cap.                                                                           |
| 12-6-1991                                                                      | Padova                                                                         | Italia under 21                                                                | 1 – 0                                                                          | Unione Sovietica under 21                                                      | Qual. Europeo Under-21 1992                                                    | -                                                                              | cap.                                                                           |
| 25-9-1991                                                                      | Trollhättan                                                                    | Svezia under 21                                                                | 2 – 2                                                                          | Italia under 21                                                                | Amichevole                                                                     | -                                                                              | cap.                                                                           |
| 16-10-1991                                                                     | Simferopoli                                                                    | Unione Sovietica under 21                                                      | 1 – 1                                                                          | Italia under 21                                                                | Qual. Europeo Under-21 1992                                                    | -                                                                              | cap.                                                                           |
| 13-11-1991                                                                     | Avellino                                                                       | Italia under 21                                                                | 2 – 1                                                                          | Norvegia under 21                                                              | Qual. Europeo Under-21 1992                                                    | -                                                                              | cap.                                                                           |
| 29-1-1992                                                                      | Atene                                                                          | Grecia under 21                                                                | 0 – 1                                                                          | Italia under 21                                                                | Amichevole                                                                     | -                                                                              | cap.                                                                           |
| 19-2-1992                                                                      | Smirne                                                                         | Turchia under 21                                                               | 0 – 1                                                                          | Italia under 21                                                                | Amichevole                                                                     | -                                                                              | cap.                                                                           |
| 11-3-1992                                                                      | Trnava                                                                         | Cecoslovacchia under 21                                                        | 1 – 2                                                                          | Italia under 21                                                                | Europeo Under-21 1992 - Quarti di finale                                       | -                                                                              | cap.                                                                           |
| 9-4-1992                                                                       | Aalborg                                                                        | Danimarca under 21                                                             | 0 – 1                                                                          | Italia under 21                                                                | Europeo Under-21 1992 - Semifinale - Andata                                    | -                                                                              | cap.                                                                           |
| 22-4-1992                                                                      | Perugia                                                                        | Italia under 21                                                                | 2 – 0                                                                          | Danimarca under 21                                                             | Europeo Under-21 1992 - Semifinale - Ritorno                                   | -                                                                              | cap.                                                                           |
| 28-5-1992                                                                      | Ferrara                                                                        | Italia under 21                                                                | 2 – 0                                                                          | Svezia under 21                                                                | Europeo Under-21 1992 - Finale - Andata                                        | -                                                                              | cap.                                                                           |
| 3-6-1992                                                                       | Vaxjo                                                                          | Svezia under 21                                                                | 1 – 0                                                                          | Italia under 21                                                                | Europeo Under-21 1992 - Finale - Ritorno                                       | -                                                                              | cap.                                                                           |
| Totale                                                                         |                                                                                | Presenze                                                                       | 29                                                                             |                                                                                | Reti                                                                           | 1                                                                              |                                                                                |

### Statistiche da allenatore
Statistiche aggiornate all' 11 novembre 2024. In grassetto le competizioni vinte.
| Stagione            | Squadra         | Campionato      | Campionato | Campionato | Campionato | Campionato | Coppe nazionali | Coppe nazionali | Coppe nazionali | Coppe nazionali | Coppe nazionali | Coppe continentali | Coppe continentali | Coppe continentali | Coppe continentali | Coppe continentali | Altre coppe | Altre coppe | Altre coppe | Altre coppe | Altre coppe | Totale | Totale | Totale | Totale | % Vittorie | Piazzamento        |
| Stagione            | Squadra         | Comp            | G          | V          | N          | P          | Comp            | G               | V               | N               | P               | Comp               | G                  | V                  | N                  | P                  | Comp        | G           | V           | N           | P           | G      | V      | N      | P      | %          | Piazzamento        |
| ------------------- | --------------- | --------------- | ---------- | ---------- | ---------- | ---------- | --------------- | --------------- | --------------- | --------------- | --------------- | ------------------ | ------------------ | ------------------ | ------------------ | ------------------ | ----------- | ----------- | ----------- | ----------- | ----------- | ------ | ------ | ------ | ------ | ---------- | ------------------ |
| nov. 2010-feb. 2011 | Crotone         | B               | 10         | 1          | 5          | 4          | CI              | -               | -               | -               | -               | -                  | -                  | -                  | -                  | -                  | -           | -           | -           | -           | -           | 10     | 1      | 5      | 4      | 10,00      | Sub., Eson.        |
| nov. 2011-2012      | Frosinone       | 1D              | 20         | 8          | 2          | 10         | CI+CI-LP        | -               | -               | -               | -               | -                  | -                  | -                  | -                  | -                  | -           | -           | -           | -           | -           | 20     | 8      | 2      | 10     | 40,00      | Sub. 8º            |
| ott. 2012-2013      | Chievo          | A               | 32         | 11         | 9          | 12         | CI              | 1               | 0               | 0               | 1               | -                  | -                  | -                  | -                  | -                  | -           | -           | -           | -           | -           | 33     | 11     | 9      | 13     | 33,33      | Sub. 12º           |
| nov. 2013-2014      | Chievo          | A               | 26         | 9          | 3          | 14         | CI              | 2               | 1               | 0               | 1               | -                  | -                  | -                  | -                  | -                  | -           | -           | -           | -           | -           | 28     | 10     | 3      | 15     | 35,71      | Sub. 16º           |
| lug.-ott. 2014      | Chievo          | A               | 7          | 1          | 1          | 5          | CI              | 1               | 0               | 0               | 1               | -                  | -                  | -                  | -                  | -                  | -           | -           | -           | -           | -           | 8      | 1      | 1      | 6      | 12,50      | Eson.              |
| Totale Chievo       | Totale Chievo   | Totale Chievo   | 65         | 21         | 13         | 31         |                 | 4               | 1               | 0               | 3               |                    | -                  | -                  | -                  | -                  |             | -           | -           | -           | -           | 69     | 22     | 13     | 34     | 31,88      |                    |
| nov. 2016-gen. 2017 | Palermo         | A               | 7          | 1          | 1          | 5          | CI              | -               | -               | -               | -               | -                  | -                  | -                  | -                  | -                  | -           | -           | -           | -           | -           | 7      | 1      | 1      | 5      | 14,29      | Sub., Dimis.       |
| 2017-feb. 2018      | Novara          | B               | 24         | 7          | 6          | 11         | CI              | 1               | 0               | 0               | 1               | -                  | -                  | -                  | -                  | -                  | -           | -           | -           | -           | -           | 25     | 7      | 6      | 12     | 28,00      | Eson.              |
| set. 2018-2019      | Brescia         | B               | 33         | 18         | 11         | 4          | CI              | -               | -               | -               | -               | -                  | -                  | -                  | -                  | -                  | -           | -           | -           | -           | -           | 33     | 18     | 11     | 4      | 54,55      | Sub. 1º (prom.)    |
| 2019-feb. 2020      | Brescia         | A               | 19         | 4          | 3          | 12         | CI              | 1               | 0               | 0               | 1               | -                  | -                  | -                  | -                  | -                  | -           | -           | -           | -           | -           | 20     | 4      | 3      | 13     | 20,00      | Eson., Sub., Eson. |
| 2020-2021           | Lecce           | B               | 38+2       | 16+0       | 14+1       | 8+1        | CI              | 2               | 1               | 0               | 1               | -                  | -                  | -                  | -                  | -                  | -           | -           | -           | -           | -           | 42     | 17     | 15     | 10     | 40,48      | 4º                 |
| mar.-giu. 2022      | Brescia         | B               | 7+3        | 3+1        | 3+0        | 1+2        | CI              | -               | -               | -               | -               | -                  | -                  | -                  | -                  | -                  | -           | -           | -           | -           | -           | 10     | 4      | 3      | 3      | 40,00      | Sub. 5º            |
| Totale Brescia      | Totale Brescia  | Totale Brescia  | 62         | 26         | 17         | 19         |                 | 1               | 0               | 0               | 1               |                    | -                  | -                  | -                  | -                  |             | -           | -           | -           | -           | 63     | 26     | 17     | 20     | 41,27      |                    |
| 2022-2023           | Palermo         | B               | 38         | 11         | 16         | 11         | CI              | -               | -               | -               | -               | -                  | -                  | -                  | -                  | -                  | -           | -           | -           | -           | -           | 38     | 11     | 16     | 11     | 28,95      | 9º                 |
| 2023-apr. 2024      | Palermo         | B               | 31         | 14         | 7          | 10         | CI              | 1               | 0               | 0               | 1               | -                  | -                  | -                  | -                  | -                  | -           | -           | -           | -           | -           | 32     | 14     | 7      | 11     | 43,75      | Eson.              |
| Totale Palermo      | Totale Palermo  | Totale Palermo  | 76         | 26         | 24         | 26         |                 | 1               | 0               | 0               | 1               |                    | -                  | -                  | -                  | -                  |             | -           | -           | -           | -           | 77     | 26     | 24     | 27     | 33,77      |                    |
| ott.-nov. 2024      | Cremonese       | B               | 5          | 2          | 1          | 2          | CI              | -               | -               | -               | -               | -                  | -                  | -                  | -                  | -                  | -           | -           | -           | -           | -           | 5      | 2      | 1      | 2      | 40,00      | Sub., Eson.        |
| Totale carriera     | Totale carriera | Totale carriera | 302        | 107        | 83         | 112        |                 | 9               | 2               | 0               | 7               |                    | -                  | -                  | -                  | -                  |             | -           | -           | -           | -           | 311    | 109    | 83     | 119    | 35,05      |                    |

## Palmarès

### Giocatore

#### Club

##### Competizioni nazionali
- Campionato italiano di Serie B: 1

Palermo: 2003-2004

#### Nazionale
- Campionato d'Europa Under-21: 1

1992

### Allenatore

#### Club

##### Competizioni nazionali
- Campionato italiano di Serie B: 1

Brescia: 2018-2019